# Acetofenona
A Acetofenona é um composto orgânico de fórmula C6H5C(O)CH3. É a mais simples cetona aromática. Este líquido incolor e viscoso é precursor na preparação de inúmeras resinas e fragrâncias.

## Produção
A acetofenona pode ser obtida por inúmeros métodos. Na indústria, é subproduto da oxidação do etilbenzeno, que fornece principalmente o hidroperóxido de etilbenzeno utilizado na produção do óxido de propileno.

## Usos

### Precursor de resinas
Resinas de interesse comercial são produzidas pela ação do formaldeído e uma base sobre a acetofenona.  Os polímeros resultantes são convencionalmente descritos pela fórmula [(C6H5C(O)CH]x(CH2)x}n, resultante da condensação aldólica e são utilizados na confecção de tintas e recobrimentos. Podem também ser modificados por hidrogenação fornecendo poliois que fornecem derivados úteis quando combinados formando ligações cruzadas com diisocianatos.

### Precursor do estireno
A conversão da acetofenona em estireno é comumente feita nos laboratórios acadêmicos por intermédio de um processo em duas etapas, que ilustra a redução da carbonila e a desidratação dos álcoois:
4 C6H5C(O)CH3  +  NaBH4  +  4h2O   →  4 C6H5CH(OH)CH3  +   NaOH  +  B(OH)3
A indústria utiliza um processo semelhante, porém, a redução da carbonila é feita por hidrogenação com um catalisador contendo cobre.
C6H5CH(OH)CH3   →  C6H5CH=CH2  +   H2O

### Uso farmacêutico e em áreas afins
A acetofenona é matéria-prima para a síntese de diversos produtos farmacêuticos
 e é também um excipiente de uso aprovado pelas autoridades sanitárias (FDA) dos Estados Unidos. Num relatório de 1994, publicados pelos principais fabricantes de cigarros norte-americanos, a acetofenona foi um dos 599 aditivos mencionados.
A acetofenona é usada para compor fragrâncias que se assemelham com a amêndoa, a cereja, a madressilva, o jasmim e o morango. É também utilizada como aditivo em gomas de mascar.
Devido a suas caraterísticas proquirais, a acetofenona é frequentemente utilizada como substrato em experimentos de transferência assimétrica de hidrogênio.

## Ocorrência natural
A acetofenona está presente naturalmente em muitos produtos alimentícios, tais como a maçã, o damasco e a banana.

## Farmacologia
Em fins do século XIX e inícios do século XX, a acetofenona teve uso terapêutico
. Era vendida como hipnótico e anticonvulsivante sob o nome comercial de Hipnona. A dosagem típica era de 0,12 a 0,3 ml. Seus efeitos sedativos eram considerados superiores tanto aos do paraldeído como aos do hidrato de cloral. Nos seres humanos, a acetofenona é metabolizada a ácido benzoico, ácido carbônico e acetona.